# Barončino klekátko
Barončino klekátko je dřevěné klekátko před dřevěným křížem, které postavila u Křtin na počátku 20. století poslední křtinská šlechtična Adelína Offermannová. Nachází se u protipovodňových lesních nádrží v lese na Viligruntem, u žlutě značené turistické trasy asi 1,5 km ze Křtin.  Kolem klekátka dvěma nádržemi protéká potok, který vytéká ze studánky pod Liščí lečí. Klekátko je údajně postaveno na místě úmrtí manžela Adelíny Offermannové.

## Historie
Po smrti manžela Adelíny Offermannové Edwina Offermanna (9. dubna 1909) zadala baronka tesařskému mistru Antonínu Zmrzlíkovi vyrobit na počest manžela klekátko; to bylo umístěno na rozcestí, kde její manžel zemřel; klekátko však bylo později posunuto o několik set metrů výše. Chodila se k němu celý život modlit, až do 15. července 1945, kdy Adelína Offermannová zemřela; následně zmizel německý nápis "Maria hilft und wird weiter helfen" a klekátko chátralo až do roku 2011, kdy za spolupráce křtinské farnosti a ŠLP Křtiny bylo klekátko obnoveno a vysvěceno dne 16. dubna 2011 P. Tomášem Prnkou.